# Endgame (album de Megadeth)
Cet article concerne l'album de Megadeth. Pour l'album de Rise Against, voir Endgame.
Pour les articles homonymes, voir Endgame.
Albums de Megadeth
United Abominations
(2007) Th1rt3en
(2011)
Singles
1. Head Crusher
Sortie : 9 juillet 2009
2. The Right to Go Insane
Sortie : 9 avril 2010

Endgame est le douzième album studio de Megadeth sorti le 15 septembre 2009. L'album marque le départ du guitariste Glen Drover et l'arrivée de Chris Broderick pour le remplacer. Cet album est souvent considéré par les fans du groupe comme leur meilleur depuis sa re-formation en 2004, voire l'un des meilleurs de toute leur carrière. Rapide, mélodique, inspiré, certains le comparent au monument Rust in Peace ; il est qualifié de chef-d’œuvre moderne de Dave Mustaine. La réalisation est soignée, les guitares sont percutantes et sujettes à des compositions mêlant frénésie, minutie et virtuosité.
Deux singles sont sortis, Head Crusher et The Right to Go Insane, Head Crusher a été nommé pour le Grammy Award de la meilleure prestation metal pour la 52e cérémonie annuelle des Grammy Award, première nomination du groupe en treize ans, depuis Trust. Aux États-Unis, l'album s'est vendu à 45 000 copies la première semaine, et à plus de 340 000 copies aujourd'hui[Quand ?].
L'album se classa dans plusieurs charts au billboard magazine : à la neuvième position au Billboard 200, à la seconde aux "Rock Albums", à la première aux "Hard Rock Albums", à la quatrième aux "Tastemaker Albums" et à la dixième aux « Digital Albums ».

## Chansons
Les thèmes abordés dans l'album sont variés. Mustaine affirme en effet que la chanson « How the Story Ends » faisait référence au « credo d'un guerrier selon Sun Tzu, avec usage de tambours et de drapeaux », tandis qu'il attribue la chanson « This Day We Fight » à l'appel d'Aragorn à son armée aux portes du Mordor dans la trilogie du Seigneur des anneaux. Parallèlement, « Head Crusher », décrit un instrument de torture médiéval. « 1,320 » a été composée autour du thème des voitures propulsées à la nitro. La chanson-titre est attribuée à une note que l'ancien président américain George W. Bush avait signé, et qui lui attribuait le droit de placer tout citoyen américain en centre de détention aux États-Unis. « 44 Minutes », décrite par Mustaine comme étant dotée de « superbes paroles », a pour sujet la fusillade de North Hollywood en 1997, et le titre de la chanson est directement issu de celui du film The Hardest Part of Letting Go…Sealed With a Kiss est, d'après le critique de PopMatters Adrien Begrand, une histoire d'amour « tordue ». Begrand décrit également « The Right to Go Insane » comme étant la chanson représentative de la nonchalance de Mustaine. Cependant, Mustaine déclara que la chanson évoquait le fait qu'il « avait été comme des millions d'Américains, lourdement touché par la récession et les dépressions des années 2000 ». La chanson « Bite the Hand » rejoint d'ailleurs ce thème, Mustaine déclarant également qu'elle traitait « de la cupidité des magnats de la finance et de la manière avec laquelle ils n'assumaient pas la responsabilité que leur imposaient leurs actions. »

## Production
Dave Mustaine confirma le 27 mai 2009 que douze chansons furent terminées pour l'album et qu'ils étaient actuellement au mixage et au mastering du disque. Une preview est diffusée en juin montrant le producteur Andy Sneap décrivant le processus du mixage de la nouvelle piste de Megadeth Head Crusher dans son studio dans le Derbyshire, en Angleterre. Dans la vidéo, Sneap qualifia le prochain album d'« old school ».
Le titre de l'album est révélé le 18 juin : Endgame. Le titre Nothing Left to Lose fut modifié durant le mastering pour The Right to Go Insane. D'autres titres furent raccourcis : Bite The Hand That Feeds et Bodies Left Behind.

## Composition du groupe
- Dave Mustaine - chants, guitare rythmique, solo, acoustique et piano
- Chris Broderick - guitare rythmique, solo et acoustique
- James LoMenzo - basse
- Shawn Drover - batterie
- Mark Newby-Robson - claviers sur The Hardest Part of Letting Go... Sealed With a Kiss

## Liste des titres
Toutes les paroles sont écrites par Dave Mustaine.
| No  | Titre                                                | Musique                        | Durée |
| --- | ---------------------------------------------------- | ------------------------------ | ----- |
| 1.  | Dialectic Chaos (instrumental)                       | Dave Mustaine                  | 2:25  |
| 2.  | This Day We Fight!                                   | Dave Mustaine                  | 3:27  |
| 3.  | 44 Minutes                                           | Dave Mustaine                  | 4:37  |
| 4.  | 1,320'                                               | Dave Mustaine                  | 3:49  |
| 5.  | Bite the Hand                                        | Dave Mustaine                  | 4:01  |
| 6.  | Bodies                                               | Dave Mustaine                  | 3:34  |
| 7.  | Endgame                                              | Dave Mustaine                  | 5:56  |
| 8.  | The Hardest Part of Letting Go... Sealed With a Kiss | Dave Mustaine, Chris Broderick | 4:41  |
| 9.  | Head Crusher                                         | Dave Mustaine, Shawn Drover    | 3:26  |
| 10. | How the Story Ends                                   | Dave Mustaine                  | 4:28  |
| 11. | The Right to Go Insane                               | Dave Mustaine                  | 4:18  |
| 12. | Washington Is Next! (titre bonus Japon; (live))      | Dave Mustaine                  | 5:20  |

## Charts
| Pays                                   | Meilleure position | Réf    |
| -------------------------------------- | ------------------ | ------ |
| Allemagne (Media Control Charts)       | 21                 | [ 6 ]  |
| Australie (ARIA Charts)                | 11                 | [ 7 ]  |
| Autriche (Ö3 Austria Top 40)           | 22                 | [ 8 ]  |
| Belgique francophone (Ultratop 50)     | 49                 | [ 9 ]  |
| Belgique néerlandophone (Ultratop 40)  | 38                 | [ 10 ] |
| Canada (Canadian Albums Chart)         | 4                  | [ 2 ]  |
| Danemark (Tracklisten)                 | 19                 | [ 11 ] |
| Espagne (PROMUSICAE)                   | 42                 | [ 12 ] |
| États-Unis (Billboard 200)             | 9                  | [ 2 ]  |
| États-Unis (Rock Albums)               | 2                  | [ 2 ]  |
| États-Unis (Hard Rock Albums)          | 1                  | [ 2 ]  |
| États-Unis (Tastemaker Albums)         | 4                  | [ 2 ]  |
| États-Unis (Digital Albums)            | 10                 | [ 2 ]  |
| Finlande (The Official Finnish Charts) | 7                  | [ 13 ] |
| France (SNEP)                          | 28                 | [ 14 ] |
| Mexique (Top 100 Mexico)               | 82                 | [ 15 ] |
| Norvège (VG-lista)                     | 15                 | [ 16 ] |
| Nouvelle-Zélande (RIANZ)               | 17                 | [ 17 ] |
| Pays-Bas (MegaCharts)                  | 22                 | [ 18 ] |
| Royaume-Uni (UK Albums Chart)          | 24                 | [ 19 ] |
| Suède (Sverigetopplistan)              | 17                 | [ 20 ] |
| Suisse (Swiss Music Charts)            | 32                 | [ 21 ] |